# Système logiciel
Ne doit pas être confondu avec Logiciel système.
Un système logiciel est un ensemble de composants logiciels (programmes, documentations, fichiers de configuration). Un système logiciel est partie intégrante d'un système informatique, ce dernier étant composé de systèmes matériels et de systèmes logiciels.

## Généralités
On doit distinguer le terme système logiciel des termes logiciel (incluant logiciel applicatif) et programme informatique. Tandis qu'un programme informatique fait référence à un jeu d'instruction exécutant une tâche spécifique, pouvant composer un logiciel, un système logiciel désigne quant à lui un ensemble de programmes, de documentations et de données (fichiers de configuration) permettant à l'utilisateur final d'utiliser ce système pour accomplir les tâches pour lesquelles il est conçu . 
On distingue la phase de développement d'un système logiciel de sa phase de maintenance. La maintenance est nécessaire pour assurer l'utilisation d'un système logiciel, car même dans le cas hypothétique d'un logiciel parfait (sans bogues) l’environnement d'exécution du système logiciel est sujet à des changements .

## Distinction
L'Association for Computing Machinery délivre depuis 1983 chaque année un prix récompensant une institution ou une/des personne(s) ayant conçu un système logiciel ayant eu une influence durable sur le marché informatique .